# Google News Initiative University Network

Logotype du programme

Google News Initiative University Network est un réseau d'universités créé le 1er décembre 2016 par le Google News Initiative rassemblant plus de 50 écoles de journalisme dans le monde.
L’association est gérée depuis décembre 2016 par Nicholas Whitaker.
Les universités et écoles membres depuis 2016 :
Aux États-Unis :
- The Walter Cronkite School of Journalism and Mass Communication at Arizona State University (pilot university)
- The School of Journalism and Mass Communication at Texas State; Missouri School of Journalism and the Reynolds Journalism Institute at the Missouri School of Journalism
- Poynter School
- The Brown Institute for Media Innovation
- Cox Institute at the University of Georgia’s Grady College of Journalism and Mass Communication
- The University of Florida
- University of North Carolina Chapel Hill, School of Media and Journalism
- Indiana University
- Stanford University
- College of Media, Communication and Information, University of Colorado
- The University of Texas at Austin’s School of Journalism
- Pennsylvania State University college of communications
- Richard T. Robertson School of Media and Culture at Virginia Commonwealth University
- Drake University School of Journalism & Mass Communication
- Ohio University
- Scripps College of Communication
- Purdue University, Brian Lamb School of Communication
- Syracuse university, S.I. Newhouse School of Public Communications
- Temple University School of Media and Communication
- University of Montana
- UC Berkeley Graduate School of Journalism
- City University of New York Graduate School of Journalism; USC Annenberg School for Communication and Journalism
- Gaylord College of Journalism and Mass Communication at the University of Oklahoma
- College of Journalism and Mass Communications University of Nebraska-Lincoln
- College of Media at the University of Illinois
- The Journalism + Design Program at The New School
- NYU Journalism
- Howard University Department of Media, Journalism and Film, Northeastern University School of Journalism

Au Mexique :
- Escuela de Periodismo Carlos Septién

En Europe :
- Hamburg Media School (strategic partner for DACH region)
- Deutscher Journalisten Verband (DJV)
- Studiengang Journalistik, Katholische Universität Eichstätt-Ingolstadt
- Technische Universität Dortmund (Prof. Dr. Lobigs)
- Fjum_forum Journalismus und Medien Wien
- Deutsche Journalistenschule (DJS)
- EPFL Extension School
- Centre de formation des journalistes (CFJ), Paris
- École W, Paris
- City, University of London
- Cardiff University
- Dublin City University
- Future Media and Journalism (FuJo)
- Master in Journalism — University of Turin

À Hong Kong:
- University of Hong Kong
- Chinese University of Hong Kong
- Hong Kong Baptist University

En Inde :
- Indian Institute of Mass Communication (IIMC), Delhi
- Symbiosis Institute of Media and Communications (SIMC), Pune
- Xavier’s Institute Of Communication (XIC), Mumbai